# Dikeledi Moropane
Dikeledi Moropane (* 12. März 1976) ist eine ehemalige südafrikanische Leichtathletin, die sich auf den Sprint spezialisiert hat. Ihre größten Erfolge feierte sie mit Medaillen in Staffelbewerben bei Afrikameisterschaften, darunter die Goldmedaille in der 4-mal-100-Meter-Staffel 2002.

## Sportliche Laufbahn
Erste internationale Erfahrungen sammelte Dikeledi Moropane vermutlich im Jahr 1999, als sie bei den Afrikaspielen in Johannesburg mit 11,98 s im Halbfinale im 100-Meter-Lauf ausschied. 2001 schied sie bei den Weltmeisterschaften im kanadischen Edmonton mit 11,63 s in der ersten Runde aus und im Jahr darauf belegte sie bei den Afrikameisterschaften in Radès in 24,56 s den siebten Platz im 200-Meter-Lauf und siegte mit der südafrikanischen 4-mal-100-Meter-Staffel in 45,60 s gemeinsam mit Geraldine Pillay, Dominique Koster und Janice Josephs. 2003 schied sie bei den Afrikaspielen in Abuja mit 11,78 s im Halbfinale über 100 Meter aus und mit der Staffel gewann sie in 44,44 s gemeinsam mit Heide Seyerling, Geraldine Pillay und Kerryn Hulsen die Silbermedaille hinter dem nigerianischen Team. Im Jahr darauf verzichtete sie bei den Afrikameisterschaften in Brazzaville im Halbfinale über 100 Meter auf ein Antreten, gewann aber mit der Staffel in 44,42 s gemeinsam mit Heide Seyerling, Adri Schoeman und Geraldine Pillay die Silbermedaille hinter dem Team aus Nigeria. Daraufhin beendete sie ihre aktive sportliche Karriere im Alter von 28 Jahren.
2001 wurde Moropane südafrikanische Meisterin im 100-Meter-Lauf.

## Persönliche Bestleistungen
- 100 Meter: 11,38 s (0,0 m/s), 16. Februar 2000 in Pretoria
- 200 Meter: 23,07 s (−0,4 m/s), 24. März 2000 in Pretoria
- 400 Meter: 53,38 s, 8. Februar 2002 in Durban